# 道東自動車道
道東自動車道（日语：／ Dōtō jidōshadō */?）是起於北海道千歲市千歲惠庭系統交流道，分別至北海道釧路町釧路別保交流道以及足寄町足寄交流道的高速公路（高速自動車國道）。
略稱為道東道（日语：／ Dōtōdō */?），通過十勝地方的路段被暱稱為十勝SKYROAD（十勝スカイロード）。是國土開發幹線自動車道及高速自動車國道的北海道橫斷自動車道一部分。
高速公路路線編號分開編號，在千歳惠庭系統交流道 - 本別系統交流道 - 釧路東交流道間編為E38，釧路東交流道 - 釧路別保交流道間編為E44，本別系統交流道 - 足寄交流道間則編為E61。

## 概要
道東道起於道央道的千歲市千歲惠庭系統交流道，並在中川郡本別町的本別系統交流道分歧至釧路市阿寒交流道與足寄郡足寄町足寄交流道。其中，相當於北海道橫斷自動車道黑松內北見線一部分的本別系統交流道 - 足寄交流道區間也稱作「道東自動車道（端野支線）」。
夕張交流道 - 十勝清水交流道間因有陡峭的日高山脈導致建設十分艱困。因此先行開通的十勝區間長期處於未與其他道內高速道路連接的「飛地狀態」，交通量低迷。2011年（平成23年）10月29日夕張交流道 - 占冠交流道區間開通、連接既有高速道路道央道後，交通量大幅改善。
2016年（平成28年）3月12日，至阿寒交流道區間開通，完成連結北海道日本海側大都市札幌市與太平洋岸都市釧路市的高速道路網。同時也規劃往東延伸至釧路市釧路西交流道與根室方向。後者的根室道路溫根沼交流道 - 根室交流道（約7.1 km）已先行開通，其餘部分僅有包含釧路外環狀道路與根室道路中間區間的尾幌糸魚澤道路在2019年度（平成31年度、令和元年度）進入建設階段。

## 設施
- 全線位於北海道內。
- 交流道（IC）編號欄的背景色為■顯示該部分道路已經啟用。設施欄的背景色為■顯示路段未啟用或休止的設施。未開通路段的名稱為臨時名稱。
- IC為交流道的簡寫，SIC為智慧交流道（日语：スマートインターチェンジ）的簡寫，JCT為公路分岔點（日语：ジャンクション (道路)）的簡寫，SA為服務區的簡寫，PA為停車區（日语：パーキングエリア）的簡寫，TB為公路收費站的簡寫。
- 公路上距離標的距離數在數字前設有「E」的標記。

### 千歲惠庭JCT - 釧路別保IC間（本線）
| 交流道 編號      | 中文設施名稱           | 日文設施名稱 | 英文設施名稱    | 接續路線名稱                          | 起點 里程 （公里） | 備註                                                             | 所在地         | 所在地           | 所在地           | 所在地 |
| ---------------- | ---------------------- | ------------ | --------------- | ------------------------------------- | ------------------ | ---------------------------------------------------------------- | -------------- | ---------------- | ---------------- | ------ |
| 25               | 千歲惠庭JCT            |              |                 | E5 道央自動車道                       | 0.0                |                                                                  | 石狩振興局     | 千歲市           | 千歲市           |        |
| 1                | 千歲東IC               |              |                 | 國道337號本線 國道337號道央圈聯絡道路 | 12.6               |                                                                  | 石狩振興局     | 千歲市           | 千歲市           |        |
| -                | 木臼PA                 |              |                 | -                                     | 14.5               |                                                                  | 石狩振興局     | 千歲市           | 千歲市           |        |
| 2                | 追分町IC               |              |                 | 國道234號                             | 21.9               |                                                                  | 膽振綜合振興局 | 勇拂郡安平町     | 勇拂郡安平町     |        |
| -                | 由仁PA                 |              |                 | -                                     | 29.3               |                                                                  | 空知綜合振興局 | 夕張郡由仁町     | 夕張郡由仁町     |        |
| 3                | 夕張IC                 |              |                 | 國道274號                             | 42.1               |                                                                  | 空知綜合振興局 | 夕張市           | 夕張市           |        |
| 4                | 鵡川穗別IC             |              |                 | 北海道道1165號鵡川穗別Inter線         | 56.5               |                                                                  | 膽振綜合振興局 | 勇拂郡           | 鵡川町           |        |
| -                | 穗別隧道               |              |                 | -                                     | ↓                  |                                                                  | 膽振綜合振興局 | 勇拂郡           | 鵡川町           |        |
| 5                | 占冠IC                 |              |                 | 北海道道1172號占冠Inter線             | 76.6               |                                                                  | 上川綜合振興局 | 勇拂郡           | 占冠村           |        |
| -                | 占冠PA                 |              |                 | -                                     | 80.0               |                                                                  | 上川綜合振興局 | 勇拂郡           | 占冠村           |        |
| 6                | 苫鵡IC                 |              |                 | 北海道道1170號苫鵡Inter線             | 102.8              |                                                                  | 上川綜合振興局 | 勇拂郡           | 占冠村           |        |
| -                | 狩勝第一隧道           |              |                 |                                       | ↓                  | 道內高速公路最高地點 海拔626公尺                                 | 上川綜合振興局 | 空知郡南富良野町 | 空知郡南富良野町 |        |
| -                | 新得PA/SIC（臨時名稱） |              |                 |                                       | 115.8              | 興建中                                                           | 十勝綜合振興局 | 上川郡           | 新得町           |        |
| 7                | 十勝清水IC             |              |                 | 國道274號                             | 123.7              |                                                                  | 十勝綜合振興局 | 上川郡           | 清水町           |        |
| -                | 十勝平原SA             |              |                 | -                                     | 138.6              |                                                                  | 十勝綜合振興局 | 河西郡芽室町     | 河西郡芽室町     |        |
| 8                | 芽室IC                 |              |                 | 北海道道54號東瓜幕芽室線              | 140.9              |                                                                  | 十勝綜合振興局 | 河西郡芽室町     | 河西郡芽室町     |        |
| 9                | 帶廣JCT                |              |                 | E60 帶廣廣尾自動車道                  | 145.3              |                                                                  | 十勝綜合振興局 | 河西郡芽室町     | 河西郡芽室町     |        |
| 10               | 音更帶廣IC             |              |                 | 國道241號帶廣北繞道                   | 152.4              |                                                                  | 十勝綜合振興局 | 河東郡音更町     | 河東郡音更町     |        |
| -                | 長流枝SIC（臨時名稱）  |              |                 | 北海道道498號長流枝內木野停車場線     | 161.7              | 興建中                                                           | 十勝綜合振興局 | 河東郡音更町     | 河東郡音更町     |        |
| -                | 長流枝PA               |              |                 | -                                     | 165.5              |                                                                  | 十勝綜合振興局 | 河東郡音更町     | 河東郡音更町     |        |
| 11               | 池田IC/TB              |              |                 | 國道242號                             | 174.0              | 併設公路收費站                                                   | 十勝綜合振興局 | 中川郡           | 池田町           |        |
| 12               | 本別JCT                |              |                 | E61 足寄方向（端野支線）              | 191.2              | 本別IC方向不能通往足寄IC                                         | 十勝綜合振興局 | 中川郡           | 本別町           |        |
| 13               | 本別IC                 |              |                 | 北海道道1154號本別Inter線             | 193.0              | 以此為界往釧路方向由國土交通省管轄， 千歲方向由NEXCO東日本管轄。 | 十勝綜合振興局 | 中川郡           | 本別町           |        |
| -                | 上浦幌PA               |              |                 | -                                     | 198.5              |                                                                  | 十勝綜合振興局 | 十勝郡浦幌町     | 十勝郡浦幌町     |        |
| 14               | 浦幌IC                 |              |                 | 國道274號、國道392號                  | 201.0              |                                                                  | 十勝綜合振興局 | 十勝郡浦幌町     | 十勝郡浦幌町     |        |
| 15               | 白糠IC                 |              |                 | 國道392號                             | 227.0              | 併設除雪站、休憩設施                                             | 釧路綜合振興局 | 白糠郡白糠町     | 白糠郡白糠町     |        |
| 16               | 庶路IC                 |              |                 | 北海道道242號上庶路庶路停車場線       | 235.0              |                                                                  | 釧路綜合振興局 | 白糠郡白糠町     | 白糠郡白糠町     |        |
| 17               | 阿寒IC                 |              |                 | 國道240號                             | 241.0              |                                                                  | 釧路綜合振興局 | 釧路市           | 釧路市           |        |
| 17-1             | 釧路機場IC             |              |                 | 北海道道952號山花鶴丘線               | 250.2              |                                                                  | 釧路綜合振興局 | 釧路市           | 釧路市           |        |
| 18               | 釧路西IC               | 釧路西IC     |                 | 國道38號（釧路新道）                  | 259.1              |                                                                  | 釧路綜合振興局 | 釧路市           | 釧路市           |        |
| 19               | 釧路中央IC             | 釧路中央IC   | Kushiro-Chūō    | 釧路市道柳橋通                        | 265.0              | 往帶廣方向的入口 往根室方向的出口                                | 釧路綜合振興局 | 釧路市           | 釧路市           |        |
| 19               | 釧路中央IC             | 釧路中央IC   | Kushiro-Chūō    | 釧路市道共榮橋通                      | 266.1              | 往帶廣方向的出口 往根室方向的入口                                | 釧路綜合振興局 | 釧路市           | 釧路市           |        |
| 20               | 釧路東IC               | 釧路東IC     | Kushiro-Higashi | 国道391号                             | 268.8              |                                                                  | 釧路綜合振興局 | 釧路郡釧路町     | 釧路郡釧路町     |        |
| 21               | 釧路別保IC             | 釧路別保IC   | Kushiro-Beppo   | 国道272号 釧路中標津道路              | 275.9              |                                                                  | 釧路綜合振興局 | 釧路郡釧路町     | 釧路郡釧路町     |        |
| E44 別保尾幌道路 |                        |              |                 |                                       |                    |                                                                  |                |                  |                  |        |

- 本別交流道－釧路西交流道為以新直轄方式（日语：新直轄方式）建造，而釧路西 IC - 釧路別保 IC 是作為並行一般國道自動車專用道路（A路線 ）的釧路外環狀道路而建造的。兩者皆為北海道開發局的管理區間。

### 本別JCT－足寄IC間（端野支線）
| 12                                             | 本別JCT |  |  | 帶廣方向             | 0.0  | 足寄IC不能通往本別IC方向 | 十勝綜合振興局 | 中川郡本別町 |
| 1                                              | 足寄IC  |  |  | 國道242號、國道274號 | 13.1 |                          | 十勝綜合振興局 | 足寄郡足寄町 |
| E61 十勝鄂霍茨克自動車道（興建中）北見東IC方向 |         |  |  |                      |      |                          |                |              |

- 足寄交流道 - 北見西交流道（日语：北見西インターチェンジ）區間以新直轄方式興建，其中訓子府交流道 - 北見西交流道間以十勝鄂霍次克自動車道（日语：十勝オホーツク自動車道）於2015年（平成27年）11月8日開通。足寄交流道 - 陸別小利別交流道間為徹底評估區間的暫不動工區間，先以國道242號替代。2014年（平成26年）5月28日北海道開發局事業審議委員會宣布陸別交流道 - 陸別小利別交流道解除凍結方針，2014年（平成26年）8月正式恢復興建。剩餘的足寄交流道 - 陸別交流道間在2021年（令和3年）7月正式恢復興建[15]。

## 歷史
1957年（昭和32年）列為國土開發幹線自動車道的主要幹線道路，但建設進度遲緩。
1995年（平成7年）10月30日，十勝清水交流道 - 池田交流道間先行開通。由於僅開通使用率低的十勝地方內，也未能縮短往札幌、道東圈的移動時間，因此開通1個月的1日使用車輛數僅1,080台左右，為當時全國營業係數最低的高速道路，被大眾媒體與日本國會批評為「不必要的高速道路」，希望能盡快與札幌地區直通。
1999年（平成11年）10月7日，千歲惠庭系統交流道 - 夕張交流道間開通，開通1個月的1日使用車輛數超越預期達2,500台左右。
2007年（平成19年）10月21日，苫鵡交流道 - 十勝清水交流道間開通，成為道內首條貫穿日高山系的高速自動車國道。
2009年（平成21年）10月24日，占冠交流道 - 苫鵡交流道間開通，大幅改善往道東道的聯繫。由於可繞過並行的國道38號、國道274號著名險處狩勝峠及日勝峠，使得並行國道的物流、交通流量大幅移轉至此。2010年（平成22年）12月23日 - 2011年（平成23年）1月4日的1日使用車輛數倍增至14,716台。
2011年（平成23年）10月29日，夕張交流道 - 占冠交流道間開通，從此可由高速自動車國道往來札幌都市圈與帶廣都市圈。
2011年11月7日，NEXCO東日本公布夕張交流道 - 占冠交流道間開通1週的1日平均通行車輛數達6,500台，為當初估計的兩倍。與其並行的日勝峠通行車輛數減少約5%。12月2日，NEXCO東日本與北海道開發局公布開通1個月後（至11月30日）的1日平均達5,200台，為預設的約1.6倍。坡度較大的苫鵡交流道 - 十勝清水交流道間，大型連假的札幌方向出現10公里以上的堵塞，2016年（平成28年）更達28.5公里，成為道內最擁擠的路段之一。此外，千歲東交流道 - 追分町交流道間的車流也約有1.6倍，苫鵡交流道 - 十勝清水交流道間約有1.7倍。另一方面，在夕張市與鵡川町穗別並行的國道274號交通量約減少60%以上，不到開通前的一半。
2016年（平成28年），颱風獅子山導致通過狩勝峠、日勝峠的國道38號、國道274號，以及鐵道JR北海道石勝線、根室本線大規模受災，快速復原的道東道成為道央與道東直通的唯一交通路線，因此針對往來占冠交流道 - 十勝清水交流道區間內的車輛實施通行免費措施。

### 免費化社會實驗
平成22年度，千歲惠庭系統交流道 - 千歲東交流道以外區間實施高速道路免費化社會實驗。
2010年（平成22年）6月28日起實施，原先預定實施至2012年（平成24年）3月，但政府為了確保2011年（平成23年）3月11日東日本大震災的復興費用，同年6月19日凍結實驗。
實驗對象區間包含千歲惠庭系統交流道 - 夕張交流道間、占冠交流道 -（本別系統交流道） - 本別交流道間、本別系統交流道 - 足寄交流道間等三區間。實施對象為全日全車種（包含ETC搭載車、非搭載車）。2011年（平成23年）10月夕張交流道 - 占冠交流道間開通後原將加入社會實驗，但為了確保2011年（平成23年）3月11日東日本大震災的復興費用而暫時凍結。

### 年表
- 1995年（平成7年）10月30日：十勝清水交流道 - 池田交流道間開通[16]。
- 1999年（平成11年）10月7日：千歲惠庭系統交流道 - 夕張交流道間開通[17]。
- 2003年（平成15年）
  - 3月15日：帶廣系統交流道開通，連接帶廣廣尾道。
  - 6月8日：池田交流道 - 本別交流道間、本別系統交流道 - 足寄交流道間開通[26]。
- 2005年（平成17年）10月1日：日本道路公團民營化，成為NEXCO東日本管理路線。
- 2007年（平成19年）10月21日：苫鵡交流道 - 十勝清水交流道間開通[19]。
- 2009年（平成21年）
  - 10月19日：苫鵡交流道收費站、音更帶廣交流道及本線收費站開設，同時廢除十勝清水本線收費站。
  - 10月24日：占冠交流道 - 苫鵡交流道間開通[20]。
  - 11月21日：本別交流道 - 浦幌交流道間開通[27]。
- 2010年（平成22年）
  - 2月2日：全線為高速道路免費化社會實驗對象區間。
  - 6月28日：全線開始高速道路免費化社會實驗[28][29]。
- 2011年（平成23年）
  - 6月19日：政府為確保東日本大震災復興費用，暫時停止免費化社會實驗，之後的社會實驗暫時凍結[25]。本道路恢復收費。
  - 9月7日：占冠停車區啟用。
  - 10月29日：夕張交流道 - 占冠交流道間開通[21]，收費區間全線開通。同時由仁停車區啟用。
- 2013年（平成25年）7月13日：由仁停車區設置道東道第一座加油站。
- 2015年（平成27年）3月29日：浦幌交流道 - 白糠交流道間開通。上浦幌停車區啟用[30][31][32]。
- 2016年（平成28年）3月12日：白糠交流道 - 阿寒交流道間開通[33]。
- 2019年（平成31年/令和元年）
  - 3月29日：苫鵡交流道 - 十勝清水交流道部分區間（9.5 km）因防災目的實施4線道化工程取得國土交通省許可[34]。
  - 9月4日：國土交通省將暫定2車線區間的千歲惠庭系統交流道 - 十勝清水交流道間列為10 - 15年內4線道化優先整備區間[35][36][37]。
- 2020年（令和2年）
  - 3月10日： 國土交通省4線道化優先整備區間中，占冠交流道 - 苫鵡交流道部分區間（19.9 km）選為2020年度4線道化動工候選路段[38][39][40]。
  - 3月31日：占冠交流道 - 苫鵡交流道間部分區間（19.9 km）取得國土交通省4線道化工程事業許可[41]。
  - 10月16日：取得國土交通省長流枝智慧型交流道連接許可[42]。
- 2021年（令和3年）
  - 3月5日：國土交通省4線道化優先整備區間中，苫鵡交流道 - 十勝清水交流道部分區間（3.2 km）獲選2021年度4線道化動工候選路段[43][44][45]。
  - 3月30日：苫鵡交流道 - 十勝清水交流道部分區間（3.2 km）取得國土交通省4線道化工程事業許可[46]。
- 2022年（令和4年）
  - 1月：NEXCO東日本宣布本別系統交流道進行全套擴建（足寄、本別間通行道路整備）[47]。
  - 3月4日：國土交通省4線道化優先整備區間中，苫鵡交流道 - 十勝清水交流道部分區間（5.9 km）獲選2022年度4線道化動工候選路段[48][49][50]。苫鵡交流道 - 十勝清水交流道間（20.9 km）全區間皆將動工[50]。
  - 3月30日：苫鵡交流道 - 十勝清水交流道間部分區間（5.9 km）取得國土交通省4線道化工程事業許可[51]。
  - 8月17日：自 8 月 15 日起，因暴雨導致日正峠山崩而封路，作為替代方案，進出占冠 IC - 十勝清水 IC 的車輛可免費通行[52]（至 8 月 19 日止[53]）。
  - 9月30日：取得國土交通省新得智能交流道連接許可[54]。
- 2024年（令和6年）
  - 3月1日： 國土交通省4線道化優先整備區間中，追分町交流道 - 夕張交流道部分區間（4.1km）選為2024年度4線道化動工候選路段[55]。
  - 3月27日：追分町交流道 - 夕張交流道間部分區間（4.1 km）取得國土交通省4線道化工程事業許可[56]。
  - 9月12日：一般國道 38 、44 號線上的釧路外環狀道路（釧路西交流道 - 釧路別保交流道）從「釧路外環狀道路」更名為「道東自動車路」。[57]。
  - 12月22日：阿寒交流道 - 釧路西交流道間開通[58]。

## 路線狀況

### 道路設施

#### 服務區、停車區
全線設有6處服務區、停車區，但都沒有常設商店，也缺乏廁所以外的休憩設施。過去沒有加油站，直至2013年（平成25年）7月13日才設於由仁停車區。不過，由仁停車區、占冠停車區、十勝平原服務區設有期間限定臨時商店。
新直轄區間的白糠交流道設有白糠交流道除雪站，因有停車場與廁所，也可視為上下線併用的停車區。但是未設自動販賣機。

#### 主要隧道與橋梁
- 千歲惠庭系統交流道 - 釧路西交流道（本線）

| 隧道、橋梁名稱                   | 長度    | 區間                                   | 備註                                |
| -------------------------------- | ------- | -------------------------------------- | ----------------------------------- |
| 栗山隧道                         | 1,645 m | 由仁停車區 - 夕張交流道                |                                     |
| 夕張隧道                         | 294 m   | 由仁停車區 - 夕張交流道                |                                     |
| 久留喜隧道                       | 481 m   | 夕張交流道 - 鵡川穗別交流道            |                                     |
| 楓隧道                           | 1,955 m | 夕張交流道 - 鵡川穗別交流道            |                                     |
| 大夕張隧道                       | 4,172 m | 夕張交流道 - 鵡川穗別交流道            |                                     |
| 長和隧道                         | 1,541 m | 鵡川穗別交流道 - 占冠交流道            |                                     |
| 穗別隧道                         | 4,318 m | 鵡川穗別交流道 - 占冠交流道            |                                     |
| 占冠隧道                         | 3,824 m | 鵡川穗別交流道 - 占冠交流道            | 其他資料記為3,825 m                 |
| Tannenai（タンネナイ）隧道       | 816 m   | 鵡川穗別交流道 - 占冠交流道            |                                     |
| 占冠中央隧道                     | 507 m   | 鵡川穗別交流道 - 占冠交流道            |                                     |
| 東占冠隧道                       | 2,493 m | 占冠停車區 - 苫鵡交流道                |                                     |
| 瀧之澤隧道                       | 999 m   | 占冠停車區 - 苫鵡交流道                |                                     |
| Horokatomamu（ホロカトマム）隧道 | 1,989 m | 占冠停車區 - 苫鵡交流道                |                                     |
| 下苫鵡隧道                       | 754 m   | 占冠停車區 - 苫鵡交流道                |                                     |
| 狩勝第一隧道                     | 2,351 m | 苫鵡交流道 - 十勝清水交流道            | 道內高速道路標高最高處（標高626m）  |
| 狩勝第二隧道                     | 2,576 m | 苫鵡交流道 - 十勝清水交流道            |                                     |
| 廣內隧道                         | 944 m   | 苫鵡交流道 - 十勝清水交流道            |                                     |
| 十勝川橋                         | 368 m   | 十勝清水交流道 - 十勝平原服務區        |                                     |
| 然別川橋                         | 232 m   | 帶廣系統交流道 - 音更帶廣交流道        |                                     |
| 音更川橋                         | 457 m   | 音更帶廣交流道 - 池田交流道/本線收費站 |                                     |
| 利別川橋                         | 917 m   | 池田交流道/本線收費站 - 本別系統交流道 |                                     |
| 貴老路大橋                       | 730 m   | 本別交流道 - 浦幌交流道                | 貴老路（キロロ）川上的橋樑          |
| 炭山第一隧道                     | 1,510 m | 浦幌交流道 - 白糠交流道                |                                     |
| 炭山第二隧道                     | 260 m   | 浦幌交流道 - 白糠交流道                |                                     |
| 新釧勝隧道                       | 4,460 m | 浦幌交流道 - 白糠交流道                | 4,459.7 m，道內最長的自動車專用隧道 |
| 小音別隧道                       | 190 m   | 浦幌交流道 - 白糠交流道                |                                     |
| 眾音別隧道                       | 344 m   | 浦幌交流道 - 白糠交流道                |                                     |
| 輕滿隧道                         | 1,964 m | 浦幌交流道 - 白糠交流道                |                                     |
| 白涼隧道                         | 516 m   | 浦幌交流道 - 白糠交流道                |                                     |
| Kara（カラ）里隧道               | 3,016 m | 浦幌交流道 - 白糠交流道                |                                     |
| Karaman（カラマン）隧道          | 145 m   | 浦幌交流道 - 白糠交流道                |                                     |
| Karaman（カラマン）別隧道        | 520 m   | 浦幌交流道 - 白糠交流道                |                                     |
| 白音隧道                         | 714 m   | 浦幌交流道 - 白糠交流道                |                                     |
| 大曲隧道                         | 896 m   | 浦幌交流道 - 白糠交流道                |                                     |
| 縫別隧道                         | 499 m   | 白糠交流道 - 庶路交流道                |                                     |
| 鍛高隧道                         | 2,383 m | 白糠交流道 - 庶路交流道                |                                     |
| 上庶路隧道                       | 758 m   | 白糠交流道 - 庶路交流道                |                                     |
| 庶路隧道                         | 2,265 m | 庶路交流道 - 阿寒交流道                |                                     |
| 阿寒隧道                         | 1,173 m | 庶路交流道 - 阿寒交流道                |                                     |
| 新釧路大橋                       | 733 m   | 釧路西交流道 - 釧路中央交流道          | 新釧路川上的橋樑                    |
| 雪裡大橋                         | 235 m   | 釧路中央交流道 - 釧路東交流道          | 旧雪裡川上的橋樑                    |
| 中飛大橋                         | 258 m   | 釧路中央交流道 - 釧路東交流道          | 釧路川上的橋樑                      |

※ 全區間為無分隔車道（暫定2車線）
- 本別系統交流道 - 足寄交流道（端野支線）

| 隧道、橋梁名稱 | 長度  | 區間                        | 備註 |
| -------------- | ----- | --------------------------- | ---- |
| 利別川橋       | 518 m | 本別系統交流道 - 足寄交流道 |      |
| 美里別川橋     | 209 m | 本別系統交流道 - 足寄交流道 |      |

※ 全區間為無分隔車道（暫定2車線）

##### 隧道數量
| 區間                            | 數量 |
| ------------------------------- | ---- |
| 千歲惠庭系統交流道 - 由仁停車區 | 0    |
| 由仁停車區 - 夕張交流道         | 2    |
| 夕張交流道 - 鵡川穗別交流道     | 3    |
| 鵡川穗別交流道 - 占冠交流道     | 5    |
| 占冠交流道 - 占冠停車區         | 0    |
| 占冠停車區 - 苫鵡交流道         | 4    |
| 苫鵡交流道 - 十勝清水交流道     | 3    |
| 十勝清水交流道 - 浦幌交流道     | 0    |
| 浦幌交流道 - 白糠交流道         | 12   |
| 白糠交流道 - 庶路交流道         | 3    |
| 庶路交流道 - 阿寒交流道         | 2    |
| 本別系統交流道 - 足寄交流道     | 0    |
| 合計                            | 34   |

※道東自動車道因是無分隔車道，隧道上下線共通。

### 道路管理者
- NEXCO東日本 北海道支社（日语：東日本高速道路北海道支社）
  - 札幌管理事務所：千歲惠庭系統交流道 - 夕張交流道
  - 帶廣管理事務所：夕張交流道 - 本別交流道、本別系統交流道 - 足寄交流道
- 國土交通省北海道開發局（日语：北海道開発局）：本別交流道 - 阿寒交流道

### 車道、最高速度、收費
| 區間                              | 車道 上下線=上行線+下行線 | 最高速度 | 收費 | 備註  |
| --------------------------------- | ------------------------- | -------- | ---- | ----- |
| 千歲惠庭系統交流道 - 千歲東交流道 | 2=1+1 （暫定2車線）       | 70km/h   | 收費 | ※1 ※2 |
| 千歲東交流道 - 木臼停車區         | 4=2+2                     | 80km/h   | 收費 |       |
| 木臼停車區 - 十勝平原服務區       | 2=1+1 （暫定2車線）       | 70km/h   | 收費 | ※1 ※2 |
| 十勝平原服務區 - 芽室交流道       | 2=1+1 （暫定2車線）       | 80km/h   | 收費 | ※1 ※2 |
| 芽室交流道 - 本別交流道           | 2=1+1 （暫定2車線）       | 70km/h   | 收費 | ※1 ※2 |
| 本別系統交流道 - 足寄交流道       | 2=1+1 （暫定2車線）       | 70km/h   | 收費 | ※1 ※2 |
| 本別交流道 - 阿寒交流道           | 2=1+1 （暫定2車線）       | 70km/h   | 免費 | ※1 ※2 |

- ※1 : 部分區間為4線道（100 km/h或80 km/h）
- ※2 : 千歲惠庭系統交流道 - 十勝清水交流道間為4線道化優先整備區間[35][36][37]，其中占冠交流道 - 苫鵡交流道間與第二狩勝隧道 - 十勝清水交流道間興建中。

#### 收費
千歲惠庭系統交流道 - 十勝清水交流道為距離制。十勝清水交流道 - 本別交流道、足寄交流道收費不同。本別交流道 - 阿寒交流道為新直轄方式因此免費。
如果途中因道路封閉暫時下高速再返回，收費通常會根據使用的距離進行調整，但由於NEXCO東日本收費制度不同於其他高速，有部分區間的費用不會依據距離而改變。

### 交通量

#### 本線
24小時交通量（台）　道路交通調查
| 區間                              | 平成17（2005）年度 | 平成22（2010）年度 | 平成27（2015）年度 |
| --------------------------------- | ------------------ | ------------------ | ------------------ |
| 千歲惠庭系統交流道 - 千歲東交流道 | 2,515              | 4,094              | 4,775              |
| 千歲東交流道 - 追分町交流道       | 2,513              | 5,363              | 5,554              |
| 追分町交流道 - 夕張交流道         | 2,277              | 5,225              | 5,708              |
| 夕張交流道 - 鵡川穗別交流道       | 調査時未開通       | 調査時未開通       | 6,302              |
| 鵡川穗別交流道 - 占冠交流道       | 調査時未開通       | 調査時未開通       | 6,297              |
| 占冠交流道 - 苫鵡交流道           | 調査時未開通       | 6,940              | 6,033              |
| 苫鵡交流道 - 十勝清水交流道       | 調査時未開通       | 7,596              | 6,305              |
| 十勝清水交流道 - 芽室交流道       | 1,687              | 8,193              | 5,309              |
| 芽室交流道 - 帶廣系統交流道       | 1,645              | 8,210              | 5,179              |
| 帶廣系統交流道 - 音更帶廣交流道   | 1,454              | 6,094              | 3,239              |
| 音更帶廣交流道 - 池田交流道       | 1,706              | 6,194              | 3,279              |
| 池田交流道 - 本別系統交流道       | 1,435              | 5,670              | 3,284              |
| 本別系統交流道 - 本別交流道       | 0 591              | 2,333              | 2,097              |
| 本別交流道 - 浦幌交流道           | 調査時未開通       | 0 994              | 2,036              |
| 浦幌交流道 - 白糠交流道           | 調査時未開通       | 調査時未開通       | 2,159              |
| 白糠交流道 - 庶路交流道           | 調査時未開通※      | 調査時未開通※      | 調査時未開通※      |
| 庶路交流道 - 阿寒交流道           | 調査時未開通※      | 調査時未開通※      | 調査時未開通※      |
| 阿寒交流道 - 釧路別保交流道間     | 調査時未開通※      | 調査時未開通※      | 調査時未開通※      |

（來源：「平成22年度道路交通センサス （页面存档备份，存于）」・「平成27年度全国道路・街路交通情勢調査 （页面存档备份，存于）」（國土交通省網頁））
※白糠交流道 - 阿寒交流道在2016年3月12日起的一週調査平均為4,100台
- 平成22年度調査期間的千歲東交流道 - 夕張交流道與占冠交流道 - 本別交流道正在進行高速道路免費化社會實驗。

- 令和2年度預定實施的交通量調査因嚴重特殊傳染性肺炎的影響而延期[62]。

#### 端野支線
24小時交通量（台）　道路交通調查
| 區間                        | 平成17（2005）年度 | 平成22（2010）年度 | 平成27（2015）年度 |
| --------------------------- | ------------------ | ------------------ | ------------------ |
| 本別系統交流道 - 足寄交流道 | 0 940              | 3,337              | 1,297              |

（來源：「平成22年度道路交通センサス （页面存档备份，存于）」・「平成27年度全国道路・街路交通情勢調査 （页面存档备份，存于）」（國土交通省網頁））
- 平成22年度調査期間的本別系統交流道 - 足寄交流道正在進行高速道路免費化社會實驗。

- 令和2年度預定實施的交通量調査因新型嚴重特殊傳染性肺炎影響而延期[62]。

## 地理

### 通過自治體

#### 千歳惠庭 - 阿寒間
- 北海道
  - 石狩振興局管內
    - 千歲市 - 惠庭市 - 千歲市 -

  - 膽振綜合振興局管內
    - 勇拂郡安平町 -

  - 空知綜合振興局管內
    - 夕張郡由仁町 - 夕張郡栗山町 - 夕張市 -

  - 膽振綜合振興局管内
    - 勇拂郡鵡川町 -

  - 上川綜合振興局管內
    - 勇拂郡占冠村 - 空知郡南富良野町 -

  - 十勝綜合振興局管內
    - 上川郡新得町 - 上川郡清水町 - 河西郡芽室町 - 河東郡音更町 - 中川郡池田町 - 中川郡本別町 - 十勝郡浦幌町 -

  - 釧路綜合振興局管內
    - 釧路市 - 白糠郡白糠町 - 釧路市

#### 本別 - 足寄間
- 北海道
  - 十勝綜合振興局管內
    - 中川郡本別町 - 足寄郡足寄町

### 連接高速公路
- E5 道央自動車道（於千歲惠庭系統交流道連接）
- E60 帶廣廣尾自動車道（於帶廣系統交流道連接）
- E38 釧路外環狀道路（預定於釧路西交流道直通）
- E61 十勝鄂霍次克自動車道（日语：十勝オホーツク自動車道）（預定於足寄交流道直通）

## 其他
2012年（平成24年）11月10日道央自動車道森交流道 - 大沼公園交流道間開通時導入鋼纜式防護柵後，道東自動車道夕張交流道 - 占冠交流道（5.0 km）也導入相同設備。這是由國立研究開發法人土木研究所寒地土木研究所參考瑞典設計所開發，並於全國高速道路進行試驗，在實證證明有效防止車輛偏離事故後，2018年（平成30年）6月15日國土交通省宣布全國高速道路所有暫定對面2車線區間中間帶導入鋼纜式防護柵。道東自動車道也計畫在千歲惠庭系統交流道（ - 本別系統交流道） - 本別交流道、本別系統交流道 - 足寄交流道的技術上設置困難以外區間導入。
做為「防災、減災，國土強靭化的3年緊急對策」，苫鵡交流道 - 十勝清水交流道部分區間（廣內隧道外）成為4線道化工程候選區間。

## 外部連結
- NEXCO東日本 （页面存档备份，存于）